# Невестица
Невестица је митолошко биће из српске митологије, а понекад и обична животиња којој се приписују натприродна својства, у питању је животињица у облику ласица, куна, али и пухова, која се назива и осветницом. 

## Веровања
Слична веровања постоје и код других балканских народа, попут Рома и Албанаца, такође се јавља и у митологији Босне и Херцеговине, где се назива Џуџан. Невестицама се називају у Алексинцу и околини Ниша, код Влаха се такође назива невестуљком, док у Сврљигу постоји песмица "Невестуљке наши ти миши прете, да ће ти уши изгризу" (наводно су тако подстицали ласице да лове мишеве). У Врању и деловима Северне Македоније називају се такође невестуљкама, сматра се да много лове мишеве, и да расипају и трују млеко. Невестулка је заправо и назив за малу ласицу код Бугара. Неке од легенди сакупљане су у етнолошким часописима попут Караџић који је основао и уређивао Тихомир Ђорђевић. Празноверице су да младунчад ласице не треба убијати јер ће ласица дођи да се освети, да подави кокошке, а у народним причама она пљује у котао домаћинима и тако им трује храну. Веровало се да уколико ласица прође исод краве и млеко ће јој бити покварено. По једном предању свака крава има ласицу исте боје која јој је заштитник, уколико се убије крава, умире и ласица. Код неких Јужних Словена постоји мит о ласици која је настала од младе девојке коју је проклела свекрва јер је била лења, или није знала да ради ништа друго осим да преде, зато је заступљено веровање да се ласица може протерати забијањем вретена у јазбину. Један од ретких словенских народа који нема празноверје о ласицама су Хрвати, пошто су у средњем веку убијали куне и користили их као валуту.